# Henryk Fronczak
Henryk Fronczak (ur. 16 sierpnia 1898 w Warszawie, zm. 4 kwietnia 1981 tamże) – wioślarz, żeglarz, działacz żeglarski, olimpijczyk z Paryża 1924.

## Życiorys

### Dzieciństwo i walka niepodległościowa
Urodził się 16 sierpnia 1898 r. w Warszawie. Tam też chodził do szkół. Ukończył kursy techniczne w Państwowej Szkole Budowy Maszyn i Elektroniki im Hipolita Wawelberga Stanisława Rotwalda.
W marcu 1915 związał się z ruchem niepodległościowym. Został członkiem PPS. Od maja 1916 należał do szóstki-bojówki PPS. 11 listopada 1918 wstąpił do Wojska Polskiego. Podczas Wojny polsko-bolszewickiej walczył na froncie wołyńskim i litewsko-białoruskim. Podczas walk został trzykrotnie ranny. Za udział w walkach został odznaczony Krzyżem Walecznych. Z wojska wystąpił w 1922 w stopniu ogniomistrza. W okresie międzywojennym pracował w drukarni gazety Robotnik, potem w fabryce papy swojego ojca, która z czasem została przez niego przejęta. Pracował tam także podczas okupacji niemieckiej .

### Wioślarstwo
Na początku lat dwudziestych zainteresował się sportem. Jego pasją były sporty wodne. W Kole Wioślarzy Warszawskich uprawiał pływanie oraz wioślarstwo. W 1924 razem z kolegami klubowymi wygrał regaty przedolimpijskie i zdobył tytuł wicemistrza Polski w czwórce ze sternikiem. W tym samym roku wystartował na Igrzyskach Olimpijskich w Paryżu razem z: Antonim Brzozowskim Edmundem Kowalcem Józefem Szawarą i Władysławem Nadratowskim (ten ostatni był zawodnikiem AZS Warszawa. Osada odpadła w eliminacjach zajmując ostatnie miejsce. W następnym roku obronił wicemistrzostwo kraju i zakończył uprawianie wioślarstwa. Poświęcił się całkowicie żeglarstwu. W 1931 jako jeden z pierwszych polskich żeglarzy uzyskał stopień kapitana. W latach trzydziestych razem Mariuszem Zaruskim współpracował w szkoleniu żeglarzy i odbywał rejsy na jachtach Temida I i Temida II.

### Okres okupacji
Uczestniczył w kampanii wrześniowej jako żołnierz batalionu pancernego. Uciekł z niewoli i w listopadzie 1939 wrócił do Warszawy i zaangażował się w działalność konspiracyjną. Od listopada 1939 roku brał czynny udział w konspiracji. początkowo w organizacji „Muszkieterowie”. Następnie pod pseudonimami „Valter” „Papa” i „Wujo” działał w kontrwywiadzie Komendy Głównej ZWZ-AK. Jednocześnie rozwinął podziemną działalność żeglarską polegającą na organizowaniu kursów żeglarskich, konspiracyjnych regat żeglarskich. W listopadzie 1939 zorganizował w fabryce przy ulicy Podchorążych 57 spotkanie żeglarzy mające na celu zabezpieczenie sprzętu żeglarskiego oraz dokumentów Polskiego Związku Żeglarskigo . Następnie w marcu 1940 z Kazimierzem Dembowskim zainicjował budowę trzech łodzi płaskodennych o 10 metrach kwadratowych konstrukcji Janusza Sieradzkiego. W 1941 z jego inicjatywy rozpoczęto kursy żeglarskie. Organizował konspiracyjne regaty na Wiśle. Prowadził zajęcia z pływania, manewrowania i meteorologii. Walczył w powstaniu warszawskim na Starym Mieście. Po klęsce powstania zamieszkał w Komorowie.

### Po wojnie
Po II wojnie światowej przystąpił do odbudowy żeglarstwa Polsce. Działał w Yacht Klubie w Warszawie, jedną kadencję pełnił funkcję wicekomandora oraz w Polskim Związku Żegralrskim . W latach 1946–1947 był współorganizatorem instruktorem ośrodków morskich na Zalewie Szczecińskim, Podgrodziu i Trzebieży. W kadencjach 1949 i 1950 pełnił funkcję wiceprezesa Polskiego Związku Żeglarskiego do spraw technicznych. W 1950 również etatowym pracownikiem związku. W 1951 z przyczyn politycznych został odsunięty od działalności społecznej w środowisku żeglarskim. Po 1956 powrócił do działalności w środowisku, pracował w różnych komisjach PZŻ. W latach 1960–1981 był członkiem Głównej Komisji Dyscyplinarnej związku. Zajmował się także techniczną stroną jachtingu. Miał udział w rozwiązaniu osprzętu wnętrza oraz pokładu jachtów Jurand i Śmiały. Żeglarstwo uprawiał niemal do 80 roku życia. Był członkiem honorowym Yacht Klubu i Polskiego Związku Żeglarskiego. Został pochowany na cmentarzu Powązkowskim kwatera 69 rząd 3 grób 18-19